# Kaze no Uwasa
Singles de THE Possible
Kingyo Sukui to Hanabi Taikai
(2007) Happy 15
(2007)
Kaze no Uwasa (風のうわさ) est le 6e single indépendant du groupe féminin de J-pop THE Possible, sorti en 2007 dans le cadre du Hello! Project.

## Présentation
Le single sort le 1er août 2007 au Japon sous le label indépendant Good Factory Record de TNX, écrit et produit par Tsunku. C'est le dernier disque du groupe à sortir dans le cadre du Hello! Project, avant la graduation (départ) et le transfert du groupe et de ses membres vers le nouveau Nice Girl Project de Tsunku, deux mois plus tard.
Le single atteint la 43e place du classement de l'Oricon, et reste classé pendant une semaine pour un total de 3 113 exemplaires vendus pendant cette période. Il sortira également un mois plus tard en format "single V" (DVD). 
La chanson-titre du disque figurera sur le premier album du groupe, Kyūkyoku no The Possible Best Number Shō 1 de 2008.

## Liste des titres
Toutes les chansons sont écrites et composées par Tsunku.
| 1. | Kaze no Uwasa (風のうわさ)                                                   | Yuichi Takahashi | 2:51 |
| 2. | Lunch = Obentō no Uta (ランチ＝おべんとうの唄)                               | Tomoki Kikuya    | 4:59 |
| 3. | Kaze no Uwasa (Instrumental) (風のうわさ (Instrumental))                     | Yuichi Takahashi | 2:51 |
| 4. | Lunch = Obentō no Uta (Instrumental) (ランチ＝おべんとうの唄 (Instrumental)) | Tomoki Kikuya    | 4:56 |

| 1. | Kaze no Uwasa (風のうわさ)                                                                 |  |
| 2. | Lunch = Obentō no Uta (Photo and Music Show) (ランチ＝おべんとうの唄 (PHOTO & MUSIC SHOW)) |  |
| 3. | Kaze no Uwasa (Making of) (風のうわさ (メイキング映像))                                    |  |
| 4. | Kaze no Uwasa (Captioned) (風のうわさ (歌詞あり))                                          |  |